# Aleuritopteris subdimorpha
Aleuritopteris subdimorpha là một loài thực vật có mạch trong họ Adiantaceae. Loài này được (C.B. Clarke & Baker) Fraser-Jenk. miêu tả khoa học đầu tiên.